# Beamer, Benz, or Bentley
Beamer, Benz, or Bentley (englisch für „BMW, Benz oder Bentley“) ist ein Lied des US-amerikanischen Rappers Lloyd Banks, das er zusammen mit dem Rapper Juelz Santana aufnahm. Der Song ist die erste Singleauskopplung seines dritten Studioalbums H.F.M. 2 – The Hunger for More 2 und wurde am 9. Februar 2010 veröffentlicht.

## Inhalt
| Liedteil   | Künstler      |
| Refrain    | Lloyd Banks   |
| 1. Strophe | Lloyd Banks   |
| 2. Strophe | Juelz Santana |
| Bridge     | Lloyd Banks   |

Beamer, Benz, or Bentley ist ein Clubsong, in dem Lloyd Banks aus der Perspektive des lyrischen Ichs seinen Reichtum glorifiziert, der sich vor allem in seinen Besitztümern, wie verschiedenen Autos, widerspiegelt. Dank seines Geldes gelinge es ihm, viele Frauen zu erobern, die er dann in seinem BMW, Mercedes-Benz oder Bentley zu sich mitnehme. Juelz Santana rappt ebenfalls über seinen Reichtum, diverse Frauen, mit denen er Affären habe, sowie über Drogenhandel, der viel Geld einbringe.

“I’m fresh, I’m fly, I’m always high

Got your bitch waving at me when I roll by

I’m calm, I’m cool, everything brand new

I don’t handcuff, you can get the whole damn crew

[…]

Beamer, Benz or Bentley

My jeans are never empty, bitch”

## Produktion
Der Song wurde von dem Musikproduzenten Prime produziert, der neben Lloyd Banks und Juelz Santana auch als Autor fungierte.

## Musikvideo
Bei dem zu Beamer, Benz, or Bentley gedrehten Musikvideo führte der Regisseur Chris „Broadway“ Romero Regie.
Im Video rappen Lloyd Banks und Juelz Santana den Song, während sie von verschiedenen leicht-bekleideten Frauen umgeben sind. Im Hintergrund befinden sich entsprechend dem Titel Autos der Marken BMW, Mercedes-Benz und Bentley. Neben den beiden Protagonisten sind auch die Rapper Maino und Beanie Sigel im Video zu sehen.

## Single

### Covergestaltung
Das Singlecover zeigt Lloyd Banks, der den Betrachter mit ernstem Blick ansieht. Im Hintergrund sind Juelz Santana sowie ein Mercedes-Benz, ein BMW und ein Bentley in einem Parkhaus zu sehen. Im unteren Teil des Bildes befinden sich die Schriftzüge Lloyd Banks, Feat. Juelz Santana und Beamer, Benz, or Bentley in Weiß bzw. Schwarz auf einem Schild.

### Titelliste
1. Beamer, Benz, or Bentley – 3:28
2. Beamer, Benz, or Bentley (Video) – 3:28

### Chartplatzierungen
Beamer, Benz, or Bentley stieg am 27. Februar 2010 in die US-amerikanischen Charts ein und erreichte am 15. Mai 2010 mit Platz 49 die höchste Position. Insgesamt hielt es sich 16 Wochen lang in den Top 100. In Europa konnte sich der Song nicht in den Charts platzieren.
| ChartsChartplatzierungen       | Höchstplatzierung | Wochen |
| ------------------------------ | ----------------- | ------ |
| Vereinigte Staaten (Billboard) | 49 (16 Wo.)       | 16     |

### Verkaufszahlen und Auszeichnungen
Beamer, Benz, or Bentley wurde noch im Erscheinungsjahr für mehr als 500.000 Verkäufe in den Vereinigten Staaten mit einer Goldenen Schallplatte ausgezeichnet.

| Land/Region               | Auszeichnungen für Musikverkäufe (Land/Region, Auszeichnung, Verkäufe) | Verkäufe |
| ------------------------- | ---------------------------------------------------------------------- | -------- |
| Vereinigte Staaten (RIAA) | Gold                                                                   | 500.000  |
| Insgesamt                 | 1× Gold ·                                                              | 500.000  |

## Remixe
Am 15. Mai 2010 wurde eine offizielle Remixversion des Songs, auf der neben Lloyd Banks die Rapper Ludacris, The-Dream, Jadakiss und Yo Gotti vertreten sind, veröffentlicht.
Auch zahlreiche andere Rapper, darunter Eminem, Fabolous, Ace Hood, Twista, Bizarre, Cassidy, Warren G oder Slaughterhouse, rappten später zu der Musik bzw. veröffentlichten Remixversionen zum Lied.